# Jaycee Horn
Jaycee Horn (Alpharetta, Georgia, 26 de noviembre de 1999) es un jugador profesional estadounidense de fútbol americano que se desempeña en la posición de cornerback en Carolina Panthers, equipo de la National Football League (NFL).

## Carrera
Fue seleccionado en la primera ronda en la Reunión Anual de Selección de Jugadores de la NFL de 2021. Hizo su debut profesional con el equipo Carolina Panthers, donde lleva jugando tres temporadas.